# Velma Dunn
Velma Clancy Dunn  (* 9. Oktober 1918 in Monrovia, Kalifornien; † 8. Mai 2007 in Whittier, Kalifornien) war eine US-amerikanische Wasserspringerin.

## Karriere
Velma Dunn wurde in Monrovia, Kalifornien geboren. In ihrer Jugend kam sie beim Pasadena Athletic Club zum Wasserspringen. Der Besuch der Olympischen Spiele 1932 in Los Angeles brachte sie dazu, für den Los Angeles Athletic Club selbst an Sprungwettbewerben der Amateur Athletic Union teilzunehmen. Dort gewann sie im Jahr 1935 den nationalen Jugend-Titel und qualifizierte sich für die Olympischen Spiele 1936 in Berlin. Dort wurde sie nur von Dorothy Poynton besiegt und holte mit nur 17 Jahren die Silber-Medaille.
Dunn begann – wie ihre Mutter – eine Ausbildung zur Lehrerin. Nachdem ihr dort mitgeteilt wurde, dass man ihren Sport als nicht „ladylike“ empfand, nahm sie zwei Jahre nicht mehr an Wettbewerben teil. In Hinblick auf die Olympischen Spiele 1940 nahm sie nach ihrem Bachelor-Abschluss den Sport wieder auf, die Spiele jedoch wurden wegen des Zweiten Weltkrieges abgesagt.
1943 heiratete sie ihren Mann, der wie sie Sportlehrer auf der Huntington Park High School war und den sie dort kennengelernt hatte. Zusammen gingen sie nach San Pedro, wo ihr Mann gegen Ende des Krieges stationiert war und er Schwimmunterricht für die Armee gab. Velma Dunn selbst lehrte auch hier diverse Wassersportarten.
Velma Dunn, die bis 1980 als Lehrerin arbeitete, unterstützte in ihrem späteren Leben nicht nur die Olympischen Spiele 1984 in Los Angeles, sondern nahm auch an den Fackelläufen für die Spiele 1996, 2000 und 2002 teil. Sie starb am 8. Mai 2007 nach einem Schlaganfall mit 88 Jahren.